# Couvent de Santa Cruz
Le couvent de Santa Cruz est situé entre les rues Pintorería, San Vicente de Paúl et Canton de Santa María, dans le quartier historique de Vitoria-Gasteiz dans la province d'Alava en Pays basque (Espagne). Son architecture présente des caractéristiques gothique-renaissance et depuis sa fondation au XVIe siècle, elle est habitée sans interruption par une communauté de religieuses Dominicaines de cloître, s'agissant du plus ancien monastère vitorian.

## Histoire

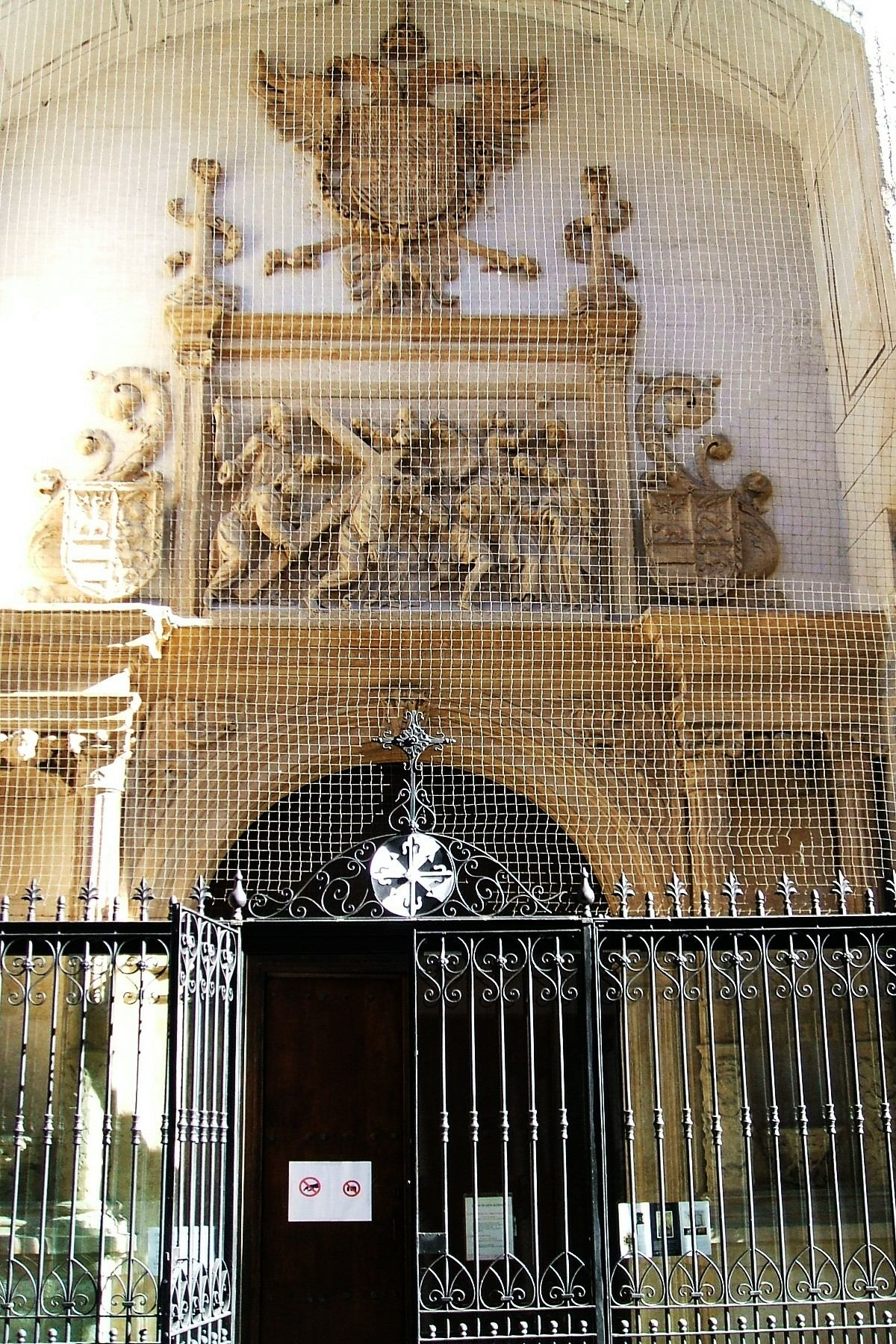
Portada

Le couvent a été fondé par les sœurs Pérez de Oñate en 1511 comme refuge des béates et en 1522 comme Communauté contemplative, dans un terrain occupé par des maisons et des potagers appartenant au Couvent de Santo Domingo disparu. Ce grand béat extra-muros, démoli au début du XXe siècle après plusieurs décennies d'excloitration où il a été destiné au logement militaire, se situait dans ce qu'est actuellement le début de la rue Portail d'Arriaga, face à la maison des Alava Arista-Velasco et la rue Herrería, et sa fondation au XIIIe siècle est traditionnellement attribuée au fondateur lui-même de l'Ordre, Domingo de Guzmán.
En 1522 ce qui est conte de Castille, Don Íñigo Fernández de Velasco, a doté le béat d'une petite église qui était placée dans le bas chœur du temple actuel. À partir de 1530 on a édifié le Couvent de Santa Cruz dans la rue Pintorería avec le parrainage du diplômé Hortuño (ou Fortunio) Ibáñez Aguirre, membre du Conseil Royal et de l'Inquisition, et son conjoint María Esquível y de Arratia. Les seigneurs d'Aguirre ont transformé une partie du bâtiment en résidence privée. En 1547 les travaux sont terminés sous la tutelle de Mateo Aguirre, neveu et héritier du diplômé.
En novembre 2007 le Couvent a disposé dans l'espace de l'église l'exposition Historia, art et spiritualité. VIIIe centenaire des Dominicaines Contemplatives, qui a fait apparaître pour la première fois le patrimoine artistique et dévot trésorisé par les religieuses depuis des siècles. Parmi les 70 œuvres et les objets montrés au public il faut souligner, de par son caractère exceptionnel dans le diocèse, une collection de hauteurs baroques articulées de saints, des vierges et des enfants de vestir.

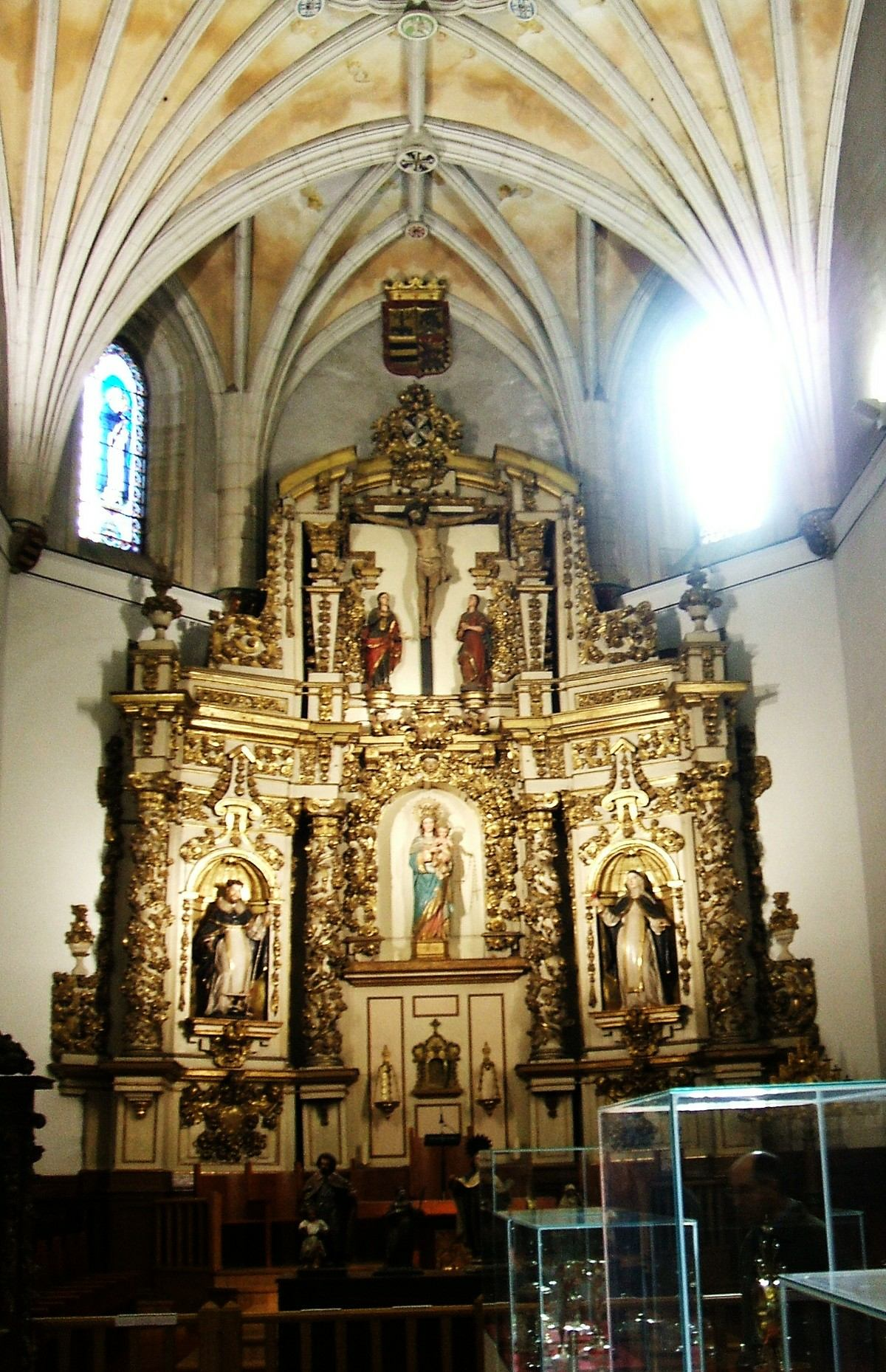
Tête de l'église

## Description
Il s'agit d'une construction formée par deux noyaux : l'église et le couvent, proprement dit. Le couvent, habité par la Communauté de religieuses dominicaines, a plan carré et un grand cloître central à l'intérieur. À l'extérieur il présente l'aspect d'une paroi solide très fermée qui lui confère un aspect sobre et austère, mais il possède un élément de grand intérêt : le portail, où nous trouvons un accès simple, en arc en demi - pointe, avec le blason de la communauté dominicaine sur lui.
Dans une de ses extrémités on localise l'église. Le portail extérieur, ouvert dans la paroi ouest, est composé d'un arc en demi - pointe flanqué par deux paires de colonnes striées et adossées sous arquitrable listré. Sur la corniche, l'espace correspondant au fronton est occupé par un relief avec la scène du Christ sur le chemin du Calvaire, auquel sont flanqués des rouleaux avec les blasons héraldiques des Aguirre et des Esquível, et couronné par un blason impérial de Charles Quint. Le portail est protégé par une grille et une maille récemment intégrée, après sa restauration, pour la protéger des pigeons.
Dans l'intérieur on voit les dimensions modérées du temple, qui est d'une seule nef de trois tronçons entre des butées extérieures, avec un riche contrefort de croisement, en suivant la tradition gotique tardif. Le tronçon de contrefort le plus élaboré correspond à celui du presbytère, où terceletes et pliés qui dessinent une structure géométrique en forme de rose. Le grand retable, adossé à une abside de trois toiles, est une œuvre baroque du XVIIIe siècle. La cour, non visitable pour se trouver dans le cloître, est composé légèrement de galeries soutenues par des arcs austères "escarzanos" et soutenus par des pilastres de section carrée. Dans le centre de l'espace se trouve une statue moderne du fondateur de l'Ordre des Prédicateurs.
Le mobilier artistique-religieux inclut un tableau d'une procession de la vierge du Chapelet dans le Vitoria du XVIe siècle, un reliquaire qui contient deux particules du Lignum Crucis réalisé dans le premier tiers du XVIIIe siècle, hauteurs de l'école du sculpteur sévillan Juan Martínez Montañés et des artistes Alfonso Giraldo Bergaz et Alonso del Arco correspondant aux XVIIe et XVIIIe siècles, autres œuvres des artistes locaux Valdivielso et Ullibarri, un Enfant Jésus passionnaire représentant Santa Catalina, une collection de livres de chœur et deux vierges de Malinas.

## Galerie

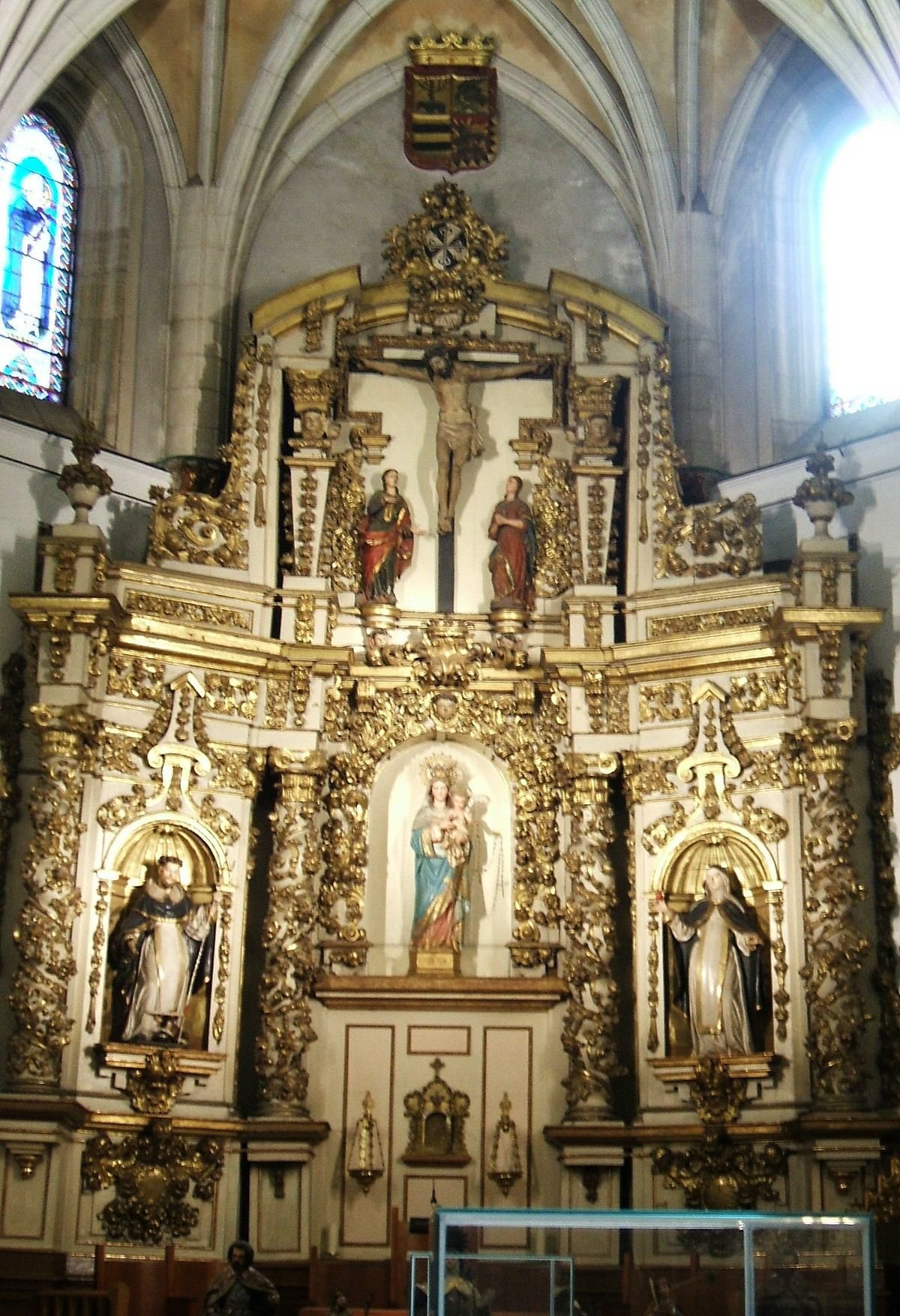
Grand retable de l'église
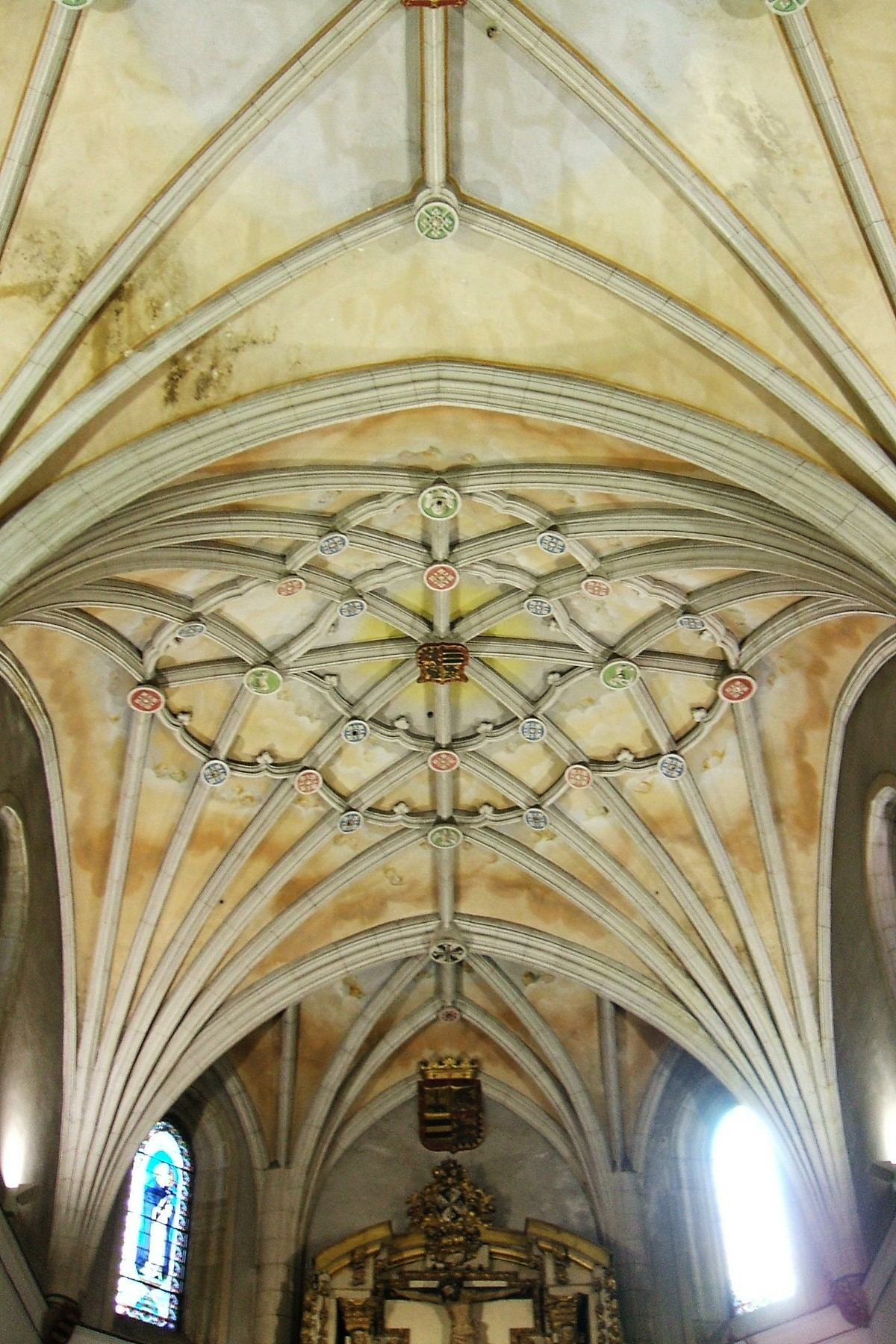
Voûte du presbytère